# Гурвиц, Адольф
Адо́льф Гу́рвиц (нем. Adolf Hurwitz, 26 марта 1859, Хильдесхайм — 18 ноября 1919, Цюрих) — немецкий математик.

## Биография
Адольф Гурвиц родился в еврейской семье. Его отец, Соломон Гурвиц, работал в машиностроительной отрасли; мать Эльза умерла, когда Адольфу было всего три года.
В гимназии, куда он поступил в 1868 году, ему преподавал математику Герман Шуберт. Заметив и оценив талант в юном Адольфе, Шуберт убедил его отца помочь сыну с получением дальнейшего образования в университете.
Гурвиц поступил в университет Мюнхена в 1877 году. В течение первого года обучения он слушал лекции Феликса Клейна. Через год он переезжает в Берлин, где в местном университете посещает лекции Куммера, Кронекера, Вейерштрасса. Заканчивает обучение в Лейпциге (1880).
Преподавательскую карьеру начал в Кёнигсбергском университете, где в 1884 году стал профессором. В этом же году женился на Иде Самуэль, у них было трое детей.
С 1892 года профессор Политехнической школы в Цюрихе. Среди его студентов в Цюрихе были Давид Гильберт и Альберт Эйнштейн.

## Научная деятельность
Основные труды — по математическому анализу, теории функций, алгебре и теории чисел. Гурвиц написал классическую двухтомную монографию по теории аналитических и эллиптических функций (нем. Vorlesungen über allgemeine Funktionentheorie und Elliptischen Funktionen, Берлин, 1922). Одним из первых глубоко исследовал римановы многообразия и их приложения к теории алгебраических кривых; его именем названы числа Гурвица. Решил изопериметрическую проблему. В области теории автоматического управления Гурвицем был предложен один из классических алгебраических критериев устойчивости систем (критерий Гурвица).

## Труды в переводе на русский язык
- Гурвиц А. Теория аналитических и эллиптических функций. Л.-М.: Гостехиздат, 1933.
- Гурвиц А., Курант Р. Теория функций. М.: Наука, 1968, 648 с.